# Cap Manuel

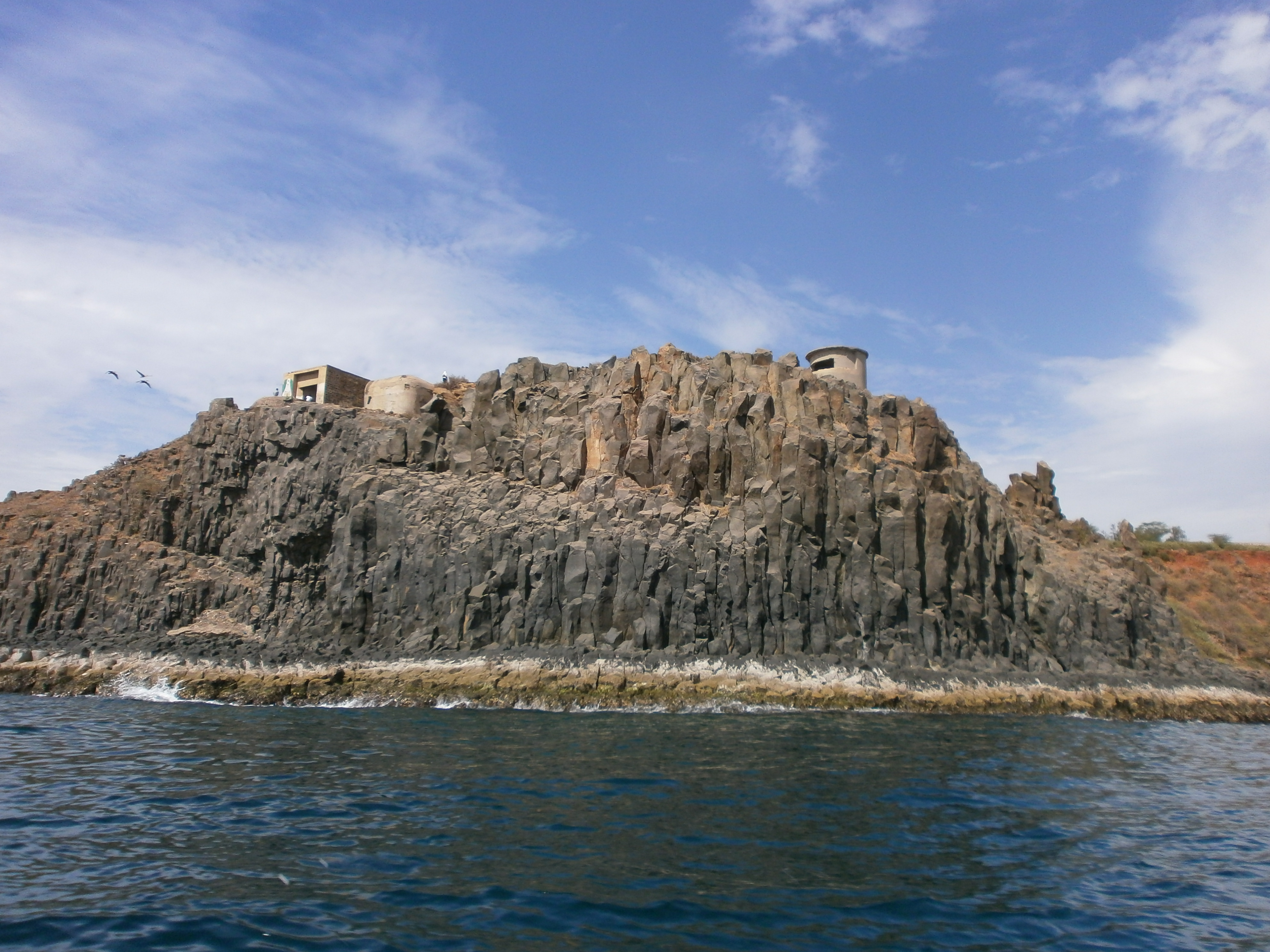
Le cap Manuel depuis la mer.

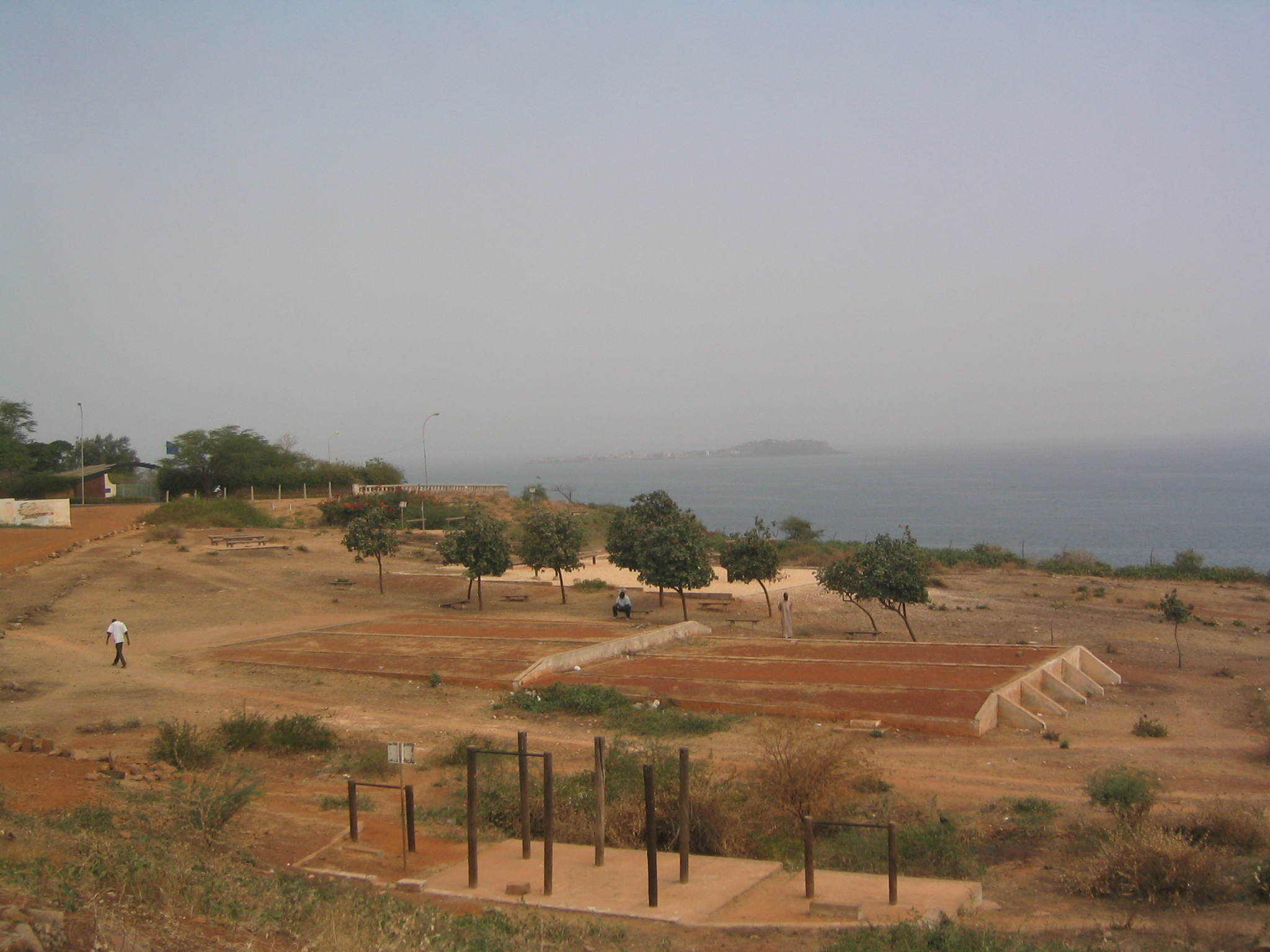
L’île de Gorée vue depuis le cap Manuel.

Le cap Manuel est situé à la pointe sud de la presqu’île du Cap-Vert, au Sénégal. Il doit son nom à D. Manuel I, roi du Portugal (1495-1521).
Cette avancée dans la mer contournée par une corniche creusée dans le rocher offre une forme de protection au port de Dakar. C’est aussi un quartier résidentiel où l’on trouve plusieurs ambassades — dont l’ambassade de France —, ainsi que la résidence de la Communauté européenne.

## Histoire

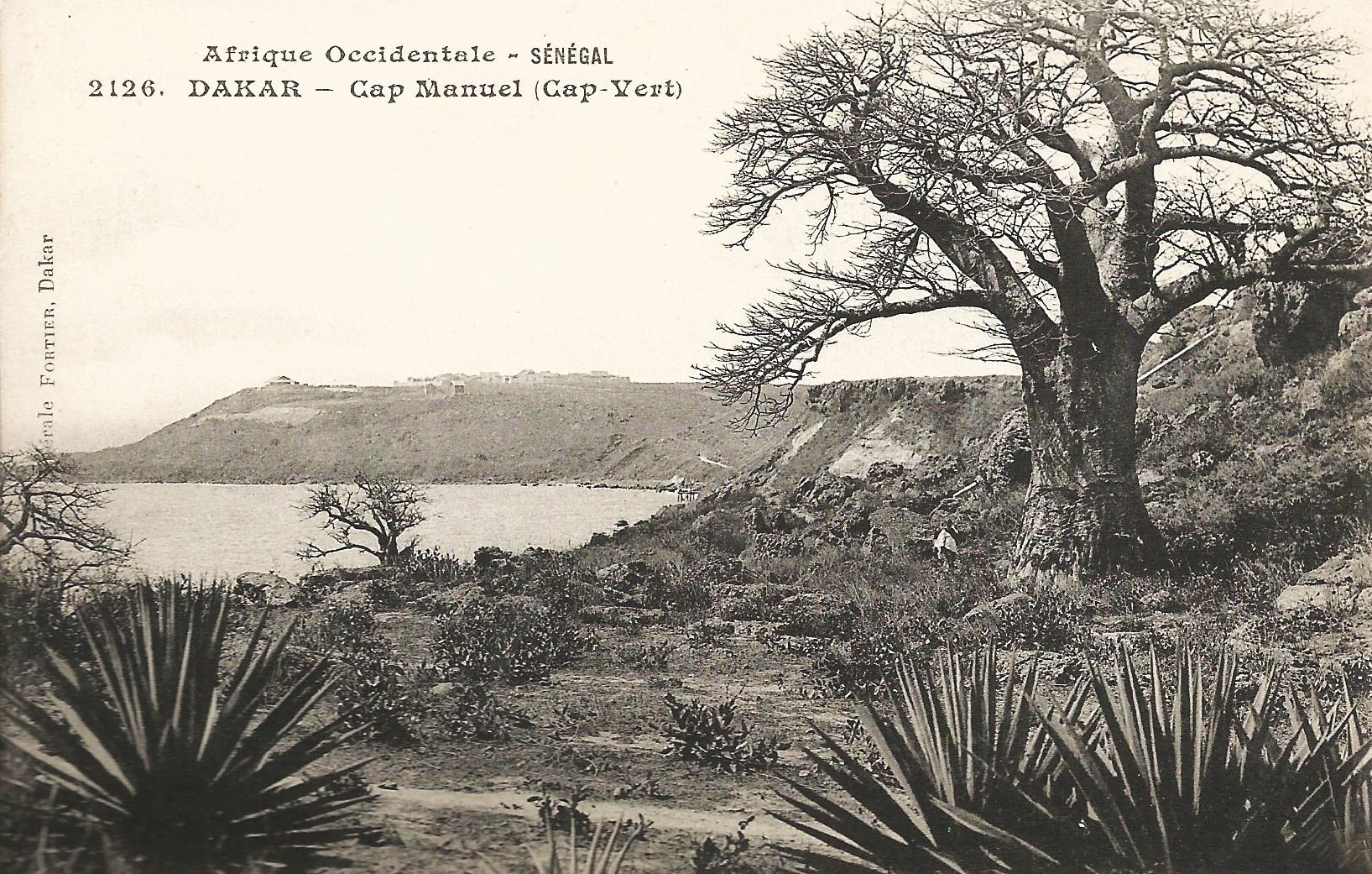
Vue historique (AOF).

Si l’on en croit les restes et les outils en basalte retrouvés sur le site, des pêcheurs étaient établis dans cet endroit il y a 3 000 à 4 000 ans et y fabriquaient leurs pirogues.
En 1870, on y construisit un lazaret destiné à recevoir les nouveaux arrivants frappés de quarantaine.

## Le phare
D'une hauteur de 45 m, le phare a une portée de 35 km. 